# في آر فان هوفيل
فولتر روبرت بارون فان هوفيل (14 يوليو 1812- 10 فبراير 1879) كان وزيرًا، وسياسيًا، ومصلحًا وكاتبًا هولنديًا. ولد في طبقة النبلاء وتدرب في الكنيسة الإصلاحية الهولندية، عمل مدة 11 عامًا كوزير في الهند الشرقية الهولندية. ترأس تجمعًا لمتحدثي اللغة الملايوية، وشارك في أنشطة بحثية وثقافية وأصبح ناقدًا صريحًا للاستعمار الهولندي. بلغ نشاطه ذروته عندما عمل كواحد من قادة احتجاج قصير الأمد في عام 1848. خلال هذا الحدث، قدمت مجموعة متعددة الأعراق من سكان باتافيان شكاواها إلى الحكومة المحلية. أُجبر هوفيل بسبب قيادته لهذا الاحتجاج على الاستقالة من منصبه في الهند.
بعد عودته إلى هولندا، عمل عضوًا في البرلمان عن الحزب الليبرالي الهولندي منذ عام 1849 حتى عام 1862، ومنذ عام 1862 حتى وفاته كان عضوًا في مجلس الدولة. استخدم منصبه السياسي كي يستمر في انتقاد النظام الاستعماري الهولندي؛ لُقب «زعيم المعارضة الاستعمارية»، كان أول سياسي هولندي يفعل ذلك عن معرفة وبلاغة، وكان ملهمًا لكتاب مثل مولتاتولي.

## سيرته الذاتية

### شبابه
ولد فان هوفيل في ديفينتر في عائلة من أقدم العائلات النبيلة في هولندا. والداه هما غيريت فيليم فولتير كاريل، بارون فان هوفيل (من مواليد ديفينتر، 21 أبريل 1778)، وإيميرنتيا لوثيرا إيزابيلا بارونة فان دير كابيلين (مواليد هارليم، 31 أغسطس 1787)؛ نشأ مع ستة أخوة وأخوات. انتقلت العائلة إلى خرونينغن عندما كان فان هوفيل صغيرًا، حيث التحق بمدرسة لاتينية. دخل فان هوفيل جامعة خرونينغن في عام 1829 ودرس علم اللاهوت. كان شاهدًا في عام 1830 على العمل العسكري في بلجيكا أثناء محاولة شمال هولندا الفاشلة للحفاظ على وحدة مملكة هولندا المتحدة. عاد من الحرب مريضًا بشكل خطير، لكنه تعافى وعاد بعدها إلى الجامعة. تخرج بدرجة امتياز مع مرتبة الشرف مع أطروحة عن آيرينايوس في عام 1836، وفي العام نفسه تزوج أبراهامينا جوانا تريب، التي أنجب معها ابنتين وأربعة أبناء؛ مات منهم ابنة وابن عندما كانا صغيرين.

### الوزارة والنشاط في الهند الشرقية الهولندية
غادر فان هوفيل هولندا ليصبح وزيرًا في باتافيا في الهند الشرقية الهولندية، حيث كان يترأس جماعة من الناطقين بالهولندية والملايوية. حصل في عام 1838، على تعيين وظيفي إضافي كمؤرخ لصالح الحكومة المحلية، وبدأ يسافر في جميع أنحاء المنطقة. عمل في الهند الشرقية حتى عام 1848، عندما تلقى توبيخًا رسميًا من الحكومة الهولندية لنشر آرائه النقدية للاستعمار؛ وأُجبر بالتالي على الاستقالة.